# Parafia św. Mikołaja w Starych Polaszkach
Parafia świętego Mikołaja w Starych Polaszkach – parafia rzymskokatolicka znajdująca się w diecezji pelplińskiej, w dekanacie Skarszewy.

## Zasięg parafii
Do parafii należą mieszkańcy miejscowości: Nowe Polaszki, Czerniki, Wilcze Błota, Równe.